# Rai News 24
«Rai News 24» — круглосуточный новостной телеканал итальянской государственной телерадиовещательной корпорации «Rai». Это старейший новостной телеканал Италии (начал вещание 26 апреля 1999 года) и лидер по аудитории. Управление каналом осуществляет новостное подразделение (новостная редакция) «Rai» (называется «Rai News»).

## История
Канал «Rai News 24» начал вещание 26 апреля 1999 со спутника «Hot Bird 2», став первым итальянским чисто новостным телеканалом.
По состоянию на 2004—2005 годы его также показывали по ночам с 1:30 до 8:00 утра по «Rai 3».

## Программа
Каждые 30 минут на канале — обзор последних новостей, за которыми следуют обзор трафика (ситуации на дорогах), погода, аналитика / специальные репортажи и тематические рубрики.